# Escola Alemã de Lisboa

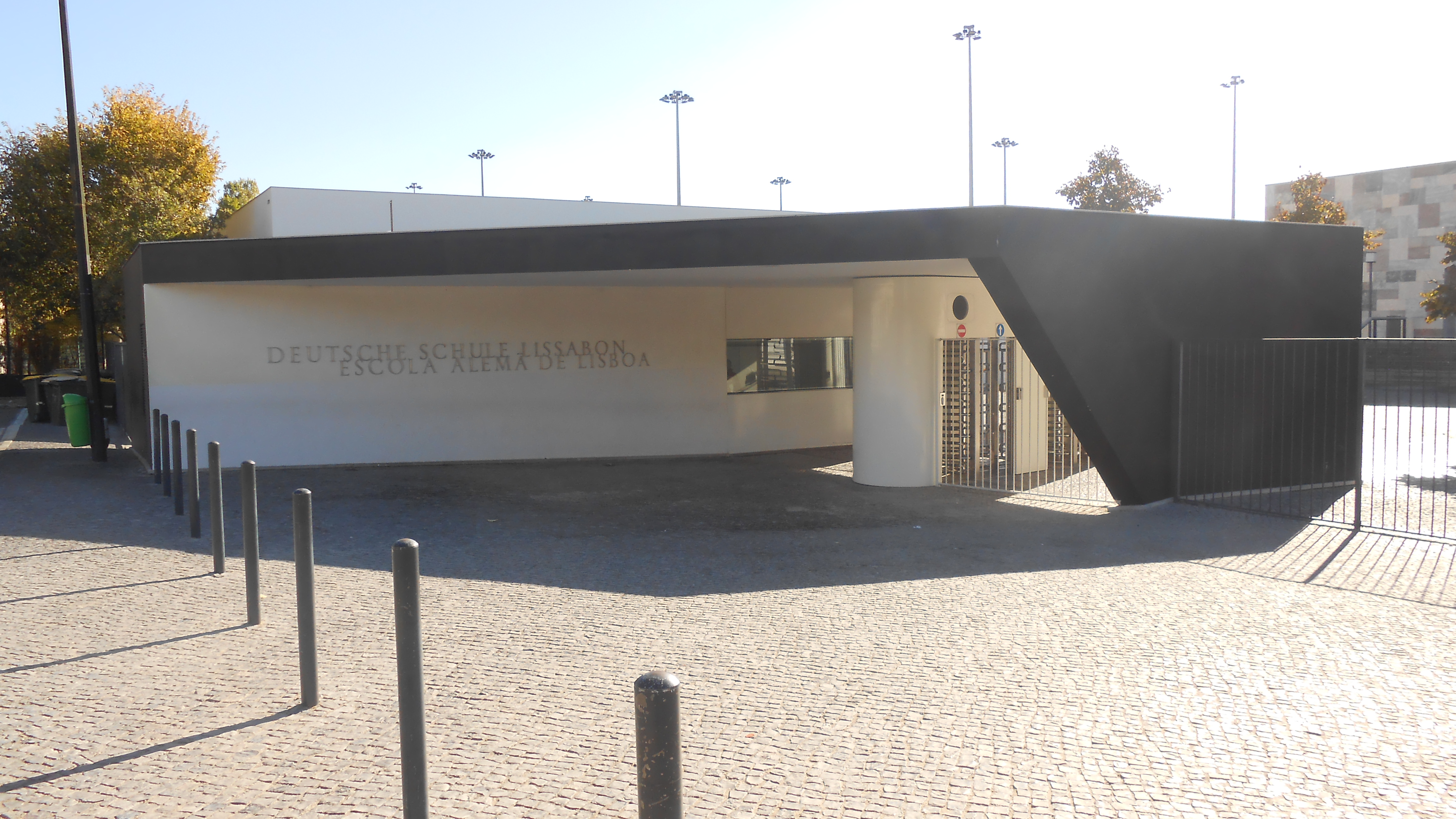
Escola Alemã de Lisboa

A Deutsche Schule Lissabon (DSL) ou, em português, Escola Alemã de Lisboa (EAL), é uma escola internacional de língua alemã, reconhecida e financiada pelo Governo Federal da Alemanha. 
As suas atuais instalações situam-se na freguesia do Lumiar, em Lisboa, Portugal.  
Fundada em 1848, a escola oferece jardim de infância, ensino básico e secundário, que culmina com o Abitur.  
Enquanto a escola primária é frequentada principalmente por crianças alemãs, a escola secundária tem estudantes de varias outras nacionalidades.  
Além do campus principal, em Lisboa, existe outro no Estoril, concelho de Cascais. 

## História
A escola foi fundada em 1848 sendo, como tal, a mais antiga escola alemã da Península Ibérica, e a terceira escola alemã no estrangeiro mais antiga em todo o mundo.
No entanto, nos primeiros 100 anos da sua existência, a escola já encerrou por três vezes - a primeira vez, por razoes econômicas, em finais do século XIX, reabrindo em 1895; a segunda vez, durante a Primeira Guerra Mundial; a terceira vez, no contexto da Segunda Guerra Mundial. 
Em funcionamento ininterrupto desde 1952, as suas instalações atuais, em Telheiras, freguesia do Lumiar, foram projetadas por Otto Bartning e inauguradas no ano de 1963. Em 2010 a escola foi ampliada e modernizada por João Luís Carrilho da Graça.
A 24 de maio de 2024, foi agraciada com o grau de Membro-Honorário da Ordem da Instrução Pública.

## Escolaridade
A Escola Alemã é composta por um jardim de infância, uma escola primária e uma escola secundária. Localiza-se em Lisboa e no Estoril (jardim de infância e primária), a cerca de 30 km fora de Lisboa, onde vivem muitos imigrantes alemães. 
Em Lisboa, a escola primária é fisicamente dividida da escola secundária: possui os seus próprios campos de jogos, etc. Os prédios da atual escola primária foram inaugurados em 2008; os antigos edifícios agora acomodam os jardins de infância anteriormente superlotados. 

### Escola primária
Após o jardim de infância, os alunos vão para a escola primária, que vai do primeiro ao quarto ano. Geralmente há duas turmas para cada ano, com cerca de 20 a 25 alunos cada.  
Na escola primária, os alunos são na sua maioria alemães, descendentes de alemães ou crianças portuguesas que anteriormente viviam na Alemanha e, portanto, já falam alemão. As aulas são ministradas em alemão.  
As aulas de português começam no segundo ano como "PaF", "Portugiesisch als Fremdsprache" ("Português para estrangeiros").  
Depois da escola primária, os alunos são avaliados e é feita uma recomendação em qual das três categorias do sistema escolar alemão eles devem continuar (Hauptschule, Realschule, Gymnasium).  
A DSL não tem turmas diferenciadas para as categorias, mas os alunos que são da Haupt ou da Realschule recebem um bónus nas suas notas. 

### Ensino Secundário
A partir do quinto ano de escolaridade, cada ano passa a ter quatro turmas, duas com o alemão como língua principal e mais duas em português; assim, é chamada de "Begegnungsschule" ("escola de encontros"). 
Apesar de serem separados inicialmente, os alunos são misturados novamente no sétimo ano, onde cada vez mais disciplinas são ensinadas em aulas mistas de alemão/ português, começando no sétimo ano com áreas como inglês, francês, música, artes, etc . 
No décimo ano as turmas são misturadas novamente de acordo com as áreas que os alunos escolhem (biologia, química, francês, arte, música, etc. ). 
A escola termina após o Abitur, que é realizado no final do décimo segundo ano.  
O Abitur permite que os alunos frequentem qualquer universidade na Alemanha.  
Para frequentar universidades em Portugal, os alunos devem ter aulas especiais (de equivalência) durante os últimos anos de frequência da Escola, que irão transmitir-lhes os conteudos necessários para frequentar uma universidade em Portugal. 

## Corpo estudantil
Em 2009, a escola tinha 1.154 alunos, com 60% dos estudantes portugueses. Os alemães compunham a maioria dos estudantes restantes. Neste ano, muitos estudantes alemães tinham pais que trabalhavam para a embaixada alemã e/ou para empresas alemãs com presença em Portugal, como a Siemens e a Volkswagen. Esses alunos tendem a ficar cerca de dois a três anos; assim que os empregos dos pais terminam em Portugal, eles deixam a EAL. 

## Deutsche Schule Estoril
A escola tem uma pequena dependência no Estoril/ Cascais, a cerca de 30 km fora de Lisboa chamada Deutsche Schule Estoril/ Escola Alemã do Estoril. Tem um jardim de infância e escola do primeiro ao terceiro (anteriormente até ao quarto) ano. Depois do terceiro ano os alunos têm de ir para a escola em Lisboa. 
A escola localiza-se numa antiga villa e é frequentada quase inteiramente por alunos alemães. Como o espaço na escola é muito limitado, muitas crianças alemãs na área têm de deslocar-se a Lisboa de qualquer maneira, o que significa levantar-se cerca de duas horas mais cedo para uma viagem de uma hora até à escola principal. Durante muitos anos, os planos para expandir o ramo do Estoril estiveram em vigor, mas nada aconteceu até agora. 
Apesar de esta escola ter o seu próprio director, é oficialmente parte da escola em Lisboa. 

## Alunos notáveis
- Herman José, comediante, ator e cantor alemão residente em Portugal;
- João Cotrim de Figueiredo, político português;
- Pedro Delgado Alves, político português;
- Manuel Cortez, ator e diretor de língua alemã-portuguesa;
- Mafalda Anjos, jornalista portuguesa;
- Alba Baptista, atriz portuguesa.